# Gymnosporangium multiporum
Gymnosporangium multiporum är en svampart som beskrevs av F. Kern 1909. Gymnosporangium multiporum ingår i släktet Gymnosporangium och familjen Pucciniaceae.   Inga underarter finns listade i Catalogue of Life.